# مقاطعة سالودا (كارولينا الجنوبية)
مقاطعة سالودا هي مقاطعة في كارولاينا الجنوبية، بلغ عدد سكانها 19٬875  نسمة، في 2010، عاصمتها سالودا، تبلغ مساحتها 1٬196 كيلومتر مربع.

## الموقع
تشترك في الحدود مع:
- مقاطعة نيوبيري
- مقاطعة أيكن
- مقاطعة إيدجفيلد (كارولينا الجنوبية).

## التقسيمات الإدارية
- سالودا.

## أعلام
- ويليام باتلر
- ويليام باتلر
- وليام ترافيس